# Discografia de Ringo Starr
Aquest és el llistat detallat de la discografia de Ringo Starr en solitari (amb dates d'edició i posicions assolides a les llistes de vendes oficials al Regne Unit i els Estats Units)

## Enregistraments en estudi
1. Sentimental Journey (27 de març del 1970) UK #7, US #22
2. Beaucoups of Blues (25 de setembre del 1970) US #65
3. Ringo (9 de novembre del 1973) UK #7, US #2
4. Goodnight Vienna (15 de novembre del 1974) UK #30, US #8
5. Ringo's Rotogravure (17 de setembre del 1976) US #28
6. Ringo the 4th (30 de setembre del 1977) US #162
7. Bad Boy (16 de juny del 1978) US #129
8. Stop and Smell the Roses (20 de novembre del 1981) US #98
9. Old Wave (16 de juny del 1983)
10. Time Takes Time (22 de maig del 1992)
11. Vertical Man (15 de juny del 1998) US #61
12. I Wanna Be Santa Claus (24 d'octubre del 1999)
13. Ringo Rama (24 March 2003) US #113
14. Choose Love (7 de juny del 2005)

## Enregistraments en directe
- Ringo Starr and His All-Starr Band (8 d'octubre del 1990)
- Ringo Starr and His All Starr Band Volume 2: Live From Montreux (13 de setembre del 1993)
- VH1 Storytellers (19 d'octubre del 1998)
- King Biscuit Flower Hour Presents Ringo & His New All-Starr Band (6 d'agost del 2002)
- Ringo Starr and His All Starr Band: Extended Versions (10 de juny del 2003)
- Tour 2003 (23 March 2004)

## Recopilacions
- Blast From Your Past (12 de desembre del 1975) US #30
- Starr Struck: Best of Ringo Starr, Vol. 2 (24 de febrer del 1989)
- The Anthology... So Far (19 de gener del 2001)

## Singles
- 1971 "It Don't Come Easy" #4 UK, #4 US
- 1972 "Back Off Boogaloo" #2 UK, #9 US
- 1973 "Photograph" #8 UK, #1 US Starr Back Off Boogaloo.wmv[Enllaç no actiu]
- 1974 "You're Sixteen" #4 UK, #1 US
- 1974 "Oh My My" #5 US
- 1974 "Only You (And You Alone)" #28 UK, #6 US
- 1975 "No No Song" #3 US
- 1975 "Goodnight Vienna" #31 US
- 1976 "A Dose of Rock 'n' Roll" #26 UK
- 1981 "Wrack My Brain" #38 US
- 1992 "Weight of the World" #72 UK
- 1993 "Don't Go Where The Road Don't Go"
- 1998 "La De Da"
- 2003 "Never Without You"
- 2005 "Fading In, Fading Out" videu Arxivat 2016-03-03 a Wayback Machine.